# France aux Jeux mondiaux de 1993
La France participe aux Jeux mondiaux de 1993, la quatrième édition des Jeux mondiaux, organisée à La Haye, aux Pays-Bas. Elle a récolté au total 37 médailles.

## Médailles

### Or
| Sport               | Discipline                        | Sportifs                                        |
| Médailles d'or : 12 |                                   |                                                 |
| Beach-volley        | Hommes                            | Jean-Philippe Jodard Christian Penigaud         |
| Boules              | Pétanque - Triple Hommes          | Christian Fazzino Jean-Marc Foyot Daniel Monard |
| Boules              | Précision - Double Femmes         | Aline Dole Ranya Kouadri                        |
| Gymnastique         | Trampoline - Individuel Hommes    | Fabrice Schwertz                                |
| Gymnastique         | Trampoline - Synchronisé Hommes   | Fabrice Hennique Fabrice Schwertz               |
| Gymnastique         | Tumbling - Individuel Femmes      | Chrystel Robert                                 |
| Nage avec palmes    | 100 mètres en immersion Femmes    | Myriam Villette                                 |
| Nage avec palmes    | 400 mètres en surface Femmes      | Myriam Villette                                 |
| Roller              | En ligne 5 000 mètres hommes      | Arnaud Gicquel                                  |
| Roller              | Point à point 5 000 mètres Femmes | Caroline Lagrée                                 |
| Ski nautique        | Figures Hommes                    | Patrice Martin                                  |
| Tir à l'arc         | Arc à poulies Femmes              | Catherine Chapelain                             |

### Argent
| Sport                   | Discipline                         | Sportifs         |
| Médailles d'argent : 10 |                                    |                  |
| Bodybuilding            | Poids moyens Hommes                | Patrice Linguet  |
| Bowling                 | 10-pin Hommes                      | Yvan Augustin    |
| Karaté                  | Kumite -53 kg Femmes               | Maryse Mazurier  |
| Karaté                  | Kumite -60 kg Hommes               | Michaël Braun    |
| Roller                  | Élimination 20 000 mètres Hommes   | Arnaud Gicquel   |
| Roller                  | Point à point 10 000 mètres Hommes | Arnaud Gicquel   |
| Ski nautique            | Saut Hommes                        | Patrice Martin   |
| Taekwondo               | -54 kg Hommes                      | Nghi Hoang       |
| Tir à l'arc             | Arc à poulies Hommes               | Dominique Guyon  |
| Tir à l'arc             | Arc classique Femmes               | Catherine Pellen |

### Bronze
| Sport                    | Discipline                                         | Sportifs                                                              |
| Médailles de bronze : 15 |                                                    |                                                                       |
| Bodybuilding             | Poids lourds Femmes                                | Linda Forbin                                                          |
| Bowling                  | 10-pin Double mixte                                | Yvan Augustin Isabelle Saldjian                                       |
| Gymnastique              | Gymnastique acrobatique - Groupe général Hommes    | Fabrice Berthet Hugo Chal de Bauvais Thierry Maussier René Montaudoin |
| Gymnastique              | Gymnastique acrobatique - Groupe statique Hommes   | Fabrice Berthet Hugo Chal de Bauvais Thierry Maussier René Montaudoin |
| Gymnastique              | Gymnastique acrobatique - Groupe dynamique Hommes  | Fabrice Berthet Hugo Chal de Bauvais Thierry Maussier René Montaudoin |
| Gymnastique              | Trampoline - Individuel Femmes                     | Nathalie Treil                                                        |
| Karaté                   | Kata Hommes                                        | Laurent Riccio                                                        |
| Karaté                   | Kata Femmes                                        | Catherine Bernard                                                     |
| Karaté                   | Kumite -60 kg Hommes                               | Damien Dovy                                                           |
| Nage avec palmes         | 100 mètres en immersion Femmes                     | Céline Carel                                                          |
| Nage avec palmes         | 4x100 mètres en surface Femmes                     | Céline Carel Élodie Chaigneau Anne-Marie Pelotte Myriam Villette      |
| Nage avec palmes         | 4x200 mètres en surface Femmes                     | Céline Carel Élodie Chaigneau Anne-Marie Pelotte Myriam Villette      |
| Roller                   | Roller artistique - Individuel Femmes              | Laure Bourguignon                                                     |
| Roller                   | Patinage de vitesse - 3 000 mètres en ligne Femmes | Caroline Lagrée                                                       |
| Tir à l'arc              | Arc à poulies Hommes                               | Jean-Paul Laury                                                       |